# Espanha nos Jogos Olímpicos de Verão de 2020
A Espanha foi representada nos Jogos Olímpicos de Verão de 2020 por um total de 321 desportistas (184 homens e 137 mulheres) que competirão em 29 desportos. Responsável pela equipa olímpica é o Comité Olímpico Espanhol‎, bem como as federações desportivas nacionais da cada desporto com participação.
Os portadores da bandeira na cerimónia de abertura serão o canoista Saúl Craviotto e a nadadora Mireia Belmonte.

## Participantes por desporto
Dos 34 desportos que o COI reconhece nos Jogos Olímpicos de Verão, se contou com representação espanhola em 29 desportos (em basebol, luta, rugby, surf e softbol não se obteve a classificação).
| Não. | Desporto                     | H   | M   | T   |
| 1    | Atletismo                    | 32  | 23  | 55  |
| 2    | Badminton                    | 1   | 1   | 2   |
| 3    | Basquetebol                  | 12  | 12  | 24  |
| 4    | Handebol                     | 14  | 14  | 28  |
| 5    | Beisebol                     | 0   | –   | 0   |
| 6    | Boxe                         | 4   | 0   | 4   |
| 7    | Ciclismo em estrada          | 5   | 2   | 7   |
| 7    | Ciclismo em pista            | 2   | 0   | 2   |
| 7    | Ciclismo de montanha         | 2   | 1   | 3   |
| 7    | Ciclismo BMX                 | 0   | 0   | 0   |
| 8    | Escalada                     | 1   | 0   | 1   |
| 9    | Esgrima                      | 1   | 0   | 1   |
| 10   | Futebol                      | 18  | 0   | 18  |
| 11   | Ginástica artística          | 5   | 4   | 9   |
| 11   | Ginástica rítmica            | –   | 0   | 0   |
| 11   | Ginástica em trampolín       | 0   | 0   | 0   |
| 12   | Golfe                        | 2   | 2   | 4   |
| 13   | Halterofilia                 | 3   | 1   | 4   |
| 14   | Hípica                       | 4   | 1   | 5   |
| 15   | Hóquei sobre grama           | 16  | 16  | 32  |
| 16   | Caratê                       | 1   | 1   | 2   |
| 17   | Luta                         | 0   | 0   | 0   |
| 18   | Natação                      | 3   | 6   | 9   |
| 18   | Natação em águas abertas     | 1   | 1   | 2   |
| 18   | Natação sincronizada         | –   | 8   | 8   |
| 18   | Saltos                       | 2   | 0   | 2   |
| 18   | Polo aquático                | 12  | 12  | 24  |
| 19   | Pentatlo moderno             | 1   | 0   | 1   |
| 20   | Canoagem em águas tranquilas | 8   | 3   | 11  |
| 20   | Canoagem em slalom           | 2   | 2   | 4   |
| 21   | Remo                         | 4   | 2   | 6   |
| 22   | Rugby sevens                 | 0   | 0   | 0   |
| 23   | Skateboarding                | 2   | 1   | 3   |
| 24   | Softbol                      | –   | 0   | 0   |
| 25   | Surf                         | 0   | 0   | 0   |
| 26   | Taekwondo                    | 3   | 1   | 4   |
| 27   | Tênis                        | 4   | 4   | 8   |
| 28   | Tênis de mesa                | 1   | 2   | 3   |
| 29   | Tiro                         | 1   | 1   | 2   |
| 30   | Tiro com arco                | 1   | 1   | 2   |
| 31   | Triatlo                      | 3   | 2   | 5   |
| 32   | Vela                         | 8   | 7   | 15  |
| 33   | Voleibol                     | 0   | 0   | 0   |
| 33   | Voleibol de praia            | 2   | 2   | 4   |
| 34   | Judô                         | 3   | 4   | 7   |
|      | TOTAL                        | 184 | 137 | 321 |

## Atletismo
Os seguintes atletas da Espanha conquistaram marcas de qualificação, pela marca direta ou pelo ranking mundial, nos seguintes eventos de pista e campo (até o máximo de três atletas em cada evento): Embora selecionada, Irene Sánchez-Escribano não conseguiu competir nos 3000 m com obstáculos devido a uma lesão de última hora. O medalhista de prata da Rio 2016 Orlando Ortega lesionou-se em um treinamento já no Japão, dias antes da competição, e não pôde participar.
- Nota– As posições para os eventos de pista são em relação à bateria do atleta
- Q = Qualificado para a próxima fase
- q = Qualificado para a próxima fase como o perdedor mais rápido ou, em eventos de campo, pela posição sem atingir o alvo para qualificação
- NR = Recorde nacional
- N/A = Fase não aplicável para o evento
- Bye = Atleta não precisou disputar aquela fase

Eventos de pista e estrada
Masculino
| Atleta                   | Evento                | Eliminatória | Eliminatória | Semifinal   | Semifinal   | Final           | Final           |
| Atleta                   | Evento                | Resultado    | Posição      | Resultado   | Posição     | Resultado       | Posição         |
| ------------------------ | --------------------- | ------------ | ------------ | ----------- | ----------- | --------------- | --------------- |
| Óscar Husillos           | 400 m                 | 48.05        | 7ª           | Não avançou | Não avançou | Não avançou     | Não avançou     |
| Adrián Ben               | 800 m                 | 1:45.30      | 3ª Q         | 1:44.30     | 4ª q        | 1:45.96         | 5ª              |
| Saúl Ordóñez             | 800 m                 | 1:45.98      | 5ª           | Não avançou | Não avançou | Não avançou     | Não avançou     |
| Pablo Sánchez-Valladares | 800 m                 | 1:46.06      | 4ª           | Não avançou | Não avançou | Não avançou     | Não avançou     |
| Ignacio Fontes           | 1500 m                | 3:36.95      | 8ª q         | 3:34.49     | 5ª Q        | 3:38.56         | 13ª             |
| Jesús Gómez              | 1500 m                | 3:47.27      | 12ª qR       | 3:44.46     | 12ª         | Não avançou     | Não avançou     |
| Adel Mechaal             | 1500 m                | 3:36.74      | 6ª Q         | 3:32.19 PB  | 4ª Q        | 3:30.77 PB      | 5ª              |
| Mohamed Katir            | 5000 m                | 13:30.10     | 1ª Q         | —           | —           | 13:06.60        | 8ª              |
| Carlos Mayo              | 10000 m               | —            | —            | —           | —           | 28:04.71        | 13ª             |
| Asier Martínez           | 110 m com barreiras   | 13.32        | 1ª Q         | 13.27 PB    | 3ª q        | 13.22 PB        | 6ª              |
| Sergio Fernández         | 400 m com barreiras   | 51.51        | 7ª           | Não avançou | Não avançou | Não avançou     | Não avançou     |
| Daniel Arce              | 3000 m com obstáculos | 8:38:09      | 13ª          | —           | —           | Não avançou     | Não avançou     |
| Fernando Carro           | 3000 m com obstáculos | DNF          | DNF          | —           | —           | Did not advance | Did not advance |
| Sebastián Martos         | 3000 m com obstáculos | 8:23.07      | 8            | —           | —           | Did not advance | Did not advance |
| Javier Guerra            | Maratona              | —            | —            | —           | —           | 2:16:42         | 33ª             |
| Ayad Lamdassem           | Maratona              | —            | —            | —           | —           | 2:10:16         | 5ª              |
| Daniel Mateo             | Maratona              | —            | —            | —           | —           | 2:15:21         | 21ª             |
| Diego García             | 20 km marcha atlética | —            | —            | —           | —           | 1:21:57         | 6ª              |
| Miguel Ángel López       | 20 km marcha atlética | —            | —            | —           | —           | 1:27.12         | 31ª             |
| Álvaro Martín            | 20 km marcha atlética | —            | —            | —           | —           | 1:21:46         | 4ª              |
| Luis Manuel Corchete     | 50 km marcha atlética | —            | —            | —           | —           | Não terminou    | Não terminou    |
| Jesús Ángel García       | 50 km marcha atlética | —            | —            | —           | —           | 4:10:03         | 35ª             |
| Marc Tur                 | 50 km marcha atlética | —            | —            | —           | —           | 3:51:08         | 4ª              |

Feminino
| Atleta              | Evento                | Eliminatória | Eliminatória | Semifinal   | Semifinal   | Final        | Final        |
| Atleta              | Evento                | Resultado    | Posição      | Resultado   | Posição     | Resultado    | Posição      |
| ------------------- | --------------------- | ------------ | ------------ | ----------- | ----------- | ------------ | ------------ |
| María Isabel Pérez  | 100 m                 | 11.51        | 5ª           | Não avançou | Não avançou | Não avançou  | Não avançou  |
| Jaël Bestué         | 200 m                 | 23.19 PB     | 4ª           | Não avançou | Não avançou | Não avançou  | Não avançou  |
| Aauri Lorena Bokesa | 400 m                 | 51.89        | 4ª q         | 51.57 PB    | 8ª          | Não avançou  | Não avançou  |
| Natalia Romero      | 800 m                 | 2:01.16 PB   | 6ª q         | 2:01.52     | 8ª          | Não avançou  | Não avançou  |
| Esther Guerrero     | 1500 m                | 4:07.08      | 8ª           | Não avançou | Não avançou | Não avançou  | Não avançou  |
| Marta Pérez         | 1500 m                | 4:04.76 PB   | 7ª q         | 4:01.69 PB  | 5ª Q        | 4:00.12 PB   | 9ª           |
| Lucía Rodríguez     | 5000 m                | 15:26.19 PB  | 16ª          | —           | —           | Não avançou  | Não avançou  |
| Teresa Errandonea   | 100 m com barreiras   | 13.15        | 6ª           | Não avançou | Não avançou | Não avançou  | Não avançou  |
| Carolina Robles     | 3000 m com obstáculos | 9:45.37      | 13ª qR       | —           | —           | 9:50.96      | 14ª          |
| Marta Galimany      | Maratona              | —            | —            | —           | —           | 2:35:39      | 37ª          |
| Elena Loyo          | Maratona              | —            | —            | —           | —           | 2:34:38      | 29ª          |
| Laura Méndez        | Maratona              | —            | —            | —           | —           | Não terminou | Não terminou |
| Laura García-Caro   | 20 km marcha atlética | —            | —            | —           | —           | 1:37.48      | 34ª          |
| Raquel González     | 20 km marcha atlética | —            | —            | —           | —           | 1:31.57      | 14ª          |
| María Pérez         | 20 km marcha atlética | —            | —            | —           | —           | 1:30.05      | 4ª           |

Misto
| Atleta                                                    | Evento              | Eliminatória | Eliminatória | Final       | Final       |
| Atleta                                                    | Evento              | Resultado    | Posição      | Resultado   | Posição     |
| --------------------------------------------------------- | ------------------- | ------------ | ------------ | ----------- | ----------- |
| Laura Bueno Bernat Erta Aauri Lorena Bokesa Samuel García | Revezamento 4x400 m | 3:13.29      | 6            | Não avançou | Não avançou |

Eventos de campo
Masculino
| Atleta               | Evento                | Eliminatória | Eliminatória | Final       | Final       |
| Atleta               | Evento                | Resultado    | Posição      | Resultado   | Posição     |
| -------------------- | --------------------- | ------------ | ------------ | ----------- | ----------- |
| Eusebio Cáceres      | Salto em distância    | 7.98         | 7ª q         | 8.18        | 4ª          |
| Pablo Torrijos       | Salto triplo          | 15.87        | 25ª          | Não avançou | Não avançou |
| Lois Maikel Martínez | Lançamento de disco   | 54.69        | 30ª          | Não avançou | Não avançou |
| Javier Cienfuegos    | Lançamento de martelo | 76.91        | 7ª q         | 76.30       | 10ª         |
| Odei Jainaga         | Lançamento de dardo   | 73.11        | 29ª          | Não avançou | Não avançou |

Feminino
| Atleta             | Evento                | Eliminatória | Eliminatória | Final       | Final             |
| Atleta             | Evento                | Resultado    | Posição      | Resultado   | Posição           |
| ------------------ | --------------------- | ------------ | ------------ | ----------- | ----------------- |
| Fátima Diame       | Salto em distância    | 6.33         | 22ª          | Não avançou | Não avançou       |
| Ana Peleteiro      | Salto triplo          | 14.62        | 2ª Q         | 14.87       | Medalha de bronze |
| María Belén Toimil | Arremesso de peso     | 17.38        | 22ª          | Não avançou | Não avançou       |
| Laura Redondo      | Lançamento de martelo | 62.42        | 29ª          | Não avançou | Não avançou       |

Eventos combinados - Decatlo
| Atleta      | Evento    | 100 m    | SD   | AP    | SA   | 400 m    | 110B  | AD       | SV   | LD    | 1500 m  | Final | Pos. |
| ----------- | --------- | -------- | ---- | ----- | ---- | -------- | ----- | -------- | ---- | ----- | ------- | ----- | ---- |
| Jorge Ureña | Resultado | 10.66 PB | 7.30 | 13.97 | 2.05 | 48.00 PB | 14.13 | 43.70 PB | 4.90 | 55.82 | 4:27.82 | 8322  | 9ª   |
| Jorge Ureña | Pontos    | 938      | 886  | 727   | 850  | 909      | 958   | 740      | 880  | 675   | 759     | 8322  | 9ª   |

Eventos combinados - Heptatlo
| Atleta        | Evento    | 100 m | SA       | AP    | 200 m | SD   | LD    | 800 m   | Final | Pos. |
| ------------- | --------- | ----- | -------- | ----- | ----- | ---- | ----- | ------- | ----- | ---- |
| María Vicente | Resultado | 13.54 | 1.77 =PB | 12.70 | 23.50 | 6.18 | 37.04 | 2:16.99 | 6117  | 18ª  |
| María Vicente | Pontos    | 1059  | 941      | 707   | 1029  | 905  | 611   | 865     | 6117  | 18ª  |

## Badminton
A Espanha inscreveu dois jogadores de badminton (um por gênero) no torneio olímpico. A atleta olímpica da juventude de 2014 Clara Azurmendi, junto com Pablo Abián, que disputou sua quarta edição consecutiva dos Jogos, foram automaticamente selecionados entre os 40 melhores atletas em seus respetivos eventos individuais, de acordo com o Ranking da Corrida para Tóquio da BWF.  A então campeã olímpica Carolina Marín foi inicialmente selecionada, porém desistiu dos Jogos devido a uma lesão no joelho.
| Atleta          | Evento            | Fase de grupos           | Fase de grupos               | Fase de grupos | Eliminação           | Quartas-de-final     | Semifinal            | Final / BM           | Final / BM  |
| Atleta          | Evento            | Adversário Resultado     | Adversário Resultado         | Posição        | Adversário Resultado | Adversário Resultado | Adversário Resultado | Adversário Resultado | Posição     |
| --------------- | ----------------- | ------------------------ | ---------------------------- | -------------- | -------------------- | -------------------- | -------------------- | -------------------- | ----------- |
| Pablo Abián     | Simples masculino | EST Must V (21–7, 21–11) | CHN Chen D (11–21, 10–21)    | 2ª             | Não avançou          | Não avançou          | Não avançou          | Não avançou          | Não avançou |
| Clara Azurmendi | Simples feminino  | KOR An D (13–21, 8–21)   | NGR Adesokan V (21–10, 21–2) | 2ª             | Não avançou          | Não avançou          | Não avançou          | Não avançou          | Não avançou |

## Basquetebol

### Masculino
Fase de Grupos
Grupo C
| Pos. | Seleção   | Pts | J | V | D | PM  | PS  | Dif |
| ---- | --------- | --- | - | - | - | --- | --- | --- |
| 1    | Eslovênia | 6   | 3 | 3 | 0 | 329 | 268 | +61 |
| 2    | Espanha   | 5   | 3 | 2 | 1 | 256 | 243 | +13 |
| 3    | Argentina | 4   | 3 | 1 | 2 | 268 | 276 | –8  |
| 4    | Japão     | 3   | 3 | 0 | 3 | 235 | 301 | –66 |

Critérios de desempate: 1) Pontos; 2) Confronto direto; 3) Diferença de cestas; 4) Cestas marcados.
| 26 de julho de 2021 21:00 | Relatório | Japão                                                   | 77–88 | Espanha                                    |  | Saitama Super Arena, Saitama Árbitros: Aleksandar Glišić (SRB), Mārtiņš Kozlovskis (LAT), Rabah Noujaim (LIB) |  |
| 26 de julho de 2021 21:00 | Relatório | Placar por quarto: 14–18, 14–30, 28–21, 21–19           |       |                                            |  | Saitama Super Arena, Saitama Árbitros: Aleksandar Glišić (SRB), Mārtiņš Kozlovskis (LAT), Rabah Noujaim (LIB) |  |
| 26 de julho de 2021 21:00 | Relatório | Pts: Hachimura 20 Rbts: Watanabe 8 Asts: Baba, Tanaka 5 |       | Pts: Rubio 20 Rbts: Claver 9 Asts: Rubio 9 |  | Saitama Super Arena, Saitama Árbitros: Aleksandar Glišić (SRB), Mārtiņš Kozlovskis (LAT), Rabah Noujaim (LIB) |  |

| 29 de julho de 2021 21:00 | Relatório | Espanha                                         | 81–71 | Argentina                                              |  | Saitama Super Arena, Saitama Árbitros: Yohan Rosso (FRA), Maj Forsberg (DEN), Andreia Silva (BRA) |  |
| 29 de julho de 2021 21:00 | Relatório | Placar por quarto: 20–25, 20–9, 21–19, 20–18    |       |                                                        |  | Saitama Super Arena, Saitama Árbitros: Yohan Rosso (FRA), Maj Forsberg (DEN), Andreia Silva (BRA) |  |
| 29 de julho de 2021 21:00 | Relatório | Pts: Rubio 26 Rbts: P. Gasol 8 Asts: M. Gasol 5 |       | Pts: Laprovittola 27 Rbts: Deck 8 Asts: Laprovittola 4 |  | Saitama Super Arena, Saitama Árbitros: Yohan Rosso (FRA), Maj Forsberg (DEN), Andreia Silva (BRA) |  |

| 1 de agosto de 2021 17:20 | Relatório | Espanha                                              | 87–95 | Eslovênia                                            |  | Saitama Super Arena, Saitama Árbitros: Ademir Zurapović (BIH), Yohan Rosso (FRA), Matthew Kallio (CAN) |  |
| 1 de agosto de 2021 17:20 | Relatório | Placar por quarto: 24–20, 20–21, 26–27, 17–27        |       |                                                      |  | Saitama Super Arena, Saitama Árbitros: Ademir Zurapović (BIH), Yohan Rosso (FRA), Matthew Kallio (CAN) |  |
| 1 de agosto de 2021 17:20 | Relatório | Pts: Rubio 18 Rbts: Claver, M. Gasol 6 Asts: Rubio 9 |       | Pts: Čančar 22 Rbts: Dončić, Tobey 14 Asts: Dončić 9 |  | Saitama Super Arena, Saitama Árbitros: Ademir Zurapović (BIH), Yohan Rosso (FRA), Matthew Kallio (CAN) |  |

Quartas-de-final
| 3 de agosto de 2021 13:40 | Relatório | Espanha                                                | 81–95 | Estados Unidos                                        |  | Saitama Super Arena, Saitama Árbitros: Guilherme Locatelli (BRA), Yohan Rosso (FRA), Michael Weiland (CAN) |  |
| 3 de agosto de 2021 13:40 | Relatório | Placar por quarto: 21–19, 22–24, 20–26, 18–26          |       |                                                       |  | Saitama Super Arena, Saitama Árbitros: Guilherme Locatelli (BRA), Yohan Rosso (FRA), Michael Weiland (CAN) |  |
| 3 de agosto de 2021 13:40 | Relatório | Pts: Rubio 38 Rbts: Hernangómez 10 Asts: Hernangómez 3 |       | Pts: Durant 29 Rbts: Booker 9 Asts: Booker, Holiday 5 |  | Saitama Super Arena, Saitama Árbitros: Guilherme Locatelli (BRA), Yohan Rosso (FRA), Michael Weiland (CAN) |  |

### Feminino
Fase de Grupos
Grupo A
| Pos. | Seleção       | Pts | J | V | D | PM  | PS  | Dif |
| ---- | ------------- | --- | - | - | - | --- | --- | --- |
| 1    | Espanha       | 6   | 3 | 3 | 0 | 234 | 205 | +29 |
| 2    | Sérvia        | 5   | 3 | 2 | 1 | 207 | 214 | –7  |
| 3    | Canadá        | 4   | 3 | 1 | 2 | 208 | 201 | +7  |
| 4    | Coreia do Sul | 3   | 3 | 0 | 3 | 183 | 212 | –29 |

Critérios de desempate: 1) Pontos; 2) Confronto direto; 3) Diferença de pontos; 4) Pontos marcados.
| 26 de julho de 2021 10:00 | Relatório | Coreia do Sul                                    | 69–73 | Espanha                                   |  | Saitama Super Arena, Saitama Árbitros: Ferdinand Pascual (PHI), Andreia Silva (BRA), Kingsley Ojeaburu (NGR) |  |
| 26 de julho de 2021 10:00 | Relatório | Placar por quarto: 15–16, 20–17, 18–21, 16–19    |       |                                           |  | Saitama Super Arena, Saitama Árbitros: Ferdinand Pascual (PHI), Andreia Silva (BRA), Kingsley Ojeaburu (NGR) |  |
| 26 de julho de 2021 10:00 | Relatório | Pts: Kang 26 Rbts: Park Ji-s. 10 Asts: Park H. 5 |       | Pts: Ndour 28 Rbts: Gil 14 Asts: Ouviña 8 |  | Saitama Super Arena, Saitama Árbitros: Ferdinand Pascual (PHI), Andreia Silva (BRA), Kingsley Ojeaburu (NGR) |  |

| 29 de julho de 2021 17:20 | Relatório | Espanha                                       | 85–70 | Sérvia                                                 |  | Saitama Super Arena, Saitama Árbitros: Yohan Rosso (FRA), Maj Forsberg (DEN), Andreia Silva (BRA) |  |
| 29 de julho de 2021 17:20 | Relatório | Placar por quarto: 19–20, 22–24, 18–14, 26–12 |       |                                                        |  | Saitama Super Arena, Saitama Árbitros: Yohan Rosso (FRA), Maj Forsberg (DEN), Andreia Silva (BRA) |  |
| 29 de julho de 2021 17:20 | Relatório | Pts: Ndour 20 Rbts: Ndour 9 Asts: Ouviña 8    |       | Pts: Brooks 16 Rbts: Anderson 8 Asts: três jogadoras 4 |  | Saitama Super Arena, Saitama Árbitros: Yohan Rosso (FRA), Maj Forsberg (DEN), Andreia Silva (BRA) |  |

| 1 de agosto de 2021 10:00 | Relatório | Canadá                                                  | 66–76 | Espanha                                     |  | Saitama Super Arena, Saitama Árbitros: Yu Jung (TPE), Leandro Lezcano (ARG), Yevgeniy Mikheyev (KAZ) |  |
| 1 de agosto de 2021 10:00 | Relatório | Placar por quarto: 13–23, 21–17, 13–20, 19–16           |       |                                             |  | Saitama Super Arena, Saitama Árbitros: Yu Jung (TPE), Leandro Lezcano (ARG), Yevgeniy Mikheyev (KAZ) |  |
| 1 de agosto de 2021 10:00 | Relatório | Pts: Nurse 14 Rbts: quatro jogadoras 6 Asts: Carleton 4 |       | Pts: Ndour 20 Rbts: Ndour 11 Asts: Ouviña 7 |  | Saitama Super Arena, Saitama Árbitros: Yu Jung (TPE), Leandro Lezcano (ARG), Yevgeniy Mikheyev (KAZ) |  |

Quartas-de-final
| 4 de agosto de 2021 21:00 | Relatório | Espanha                                       | 64–67 | França                                                 |  | Saitama Super Arena, Saitama Árbitros: Manuel Mazzoni (ITA), Andreia Silva (BRA), Scott Beker (AUS) |  |
| 4 de agosto de 2021 21:00 | Relatório | Placar por quarto: 16–21, 14–15, 18–19, 16–12 |       |                                                        |  | Saitama Super Arena, Saitama Árbitros: Manuel Mazzoni (ITA), Andreia Silva (BRA), Scott Beker (AUS) |  |
| 4 de agosto de 2021 21:00 | Relatório | Pts: Ndour 16 Rbts: Ndour 11 Asts: Gil 4      |       | Pts: Johannès 18 Rbts: três jogadoras 5 Asts: Duchet 5 |  | Saitama Super Arena, Saitama Árbitros: Manuel Mazzoni (ITA), Andreia Silva (BRA), Scott Beker (AUS) |  |

## Boxe
A Espanha inscreveu quatro boxeadores para o torneio olímpico. O quarto cabeça de chave Gabriel Escobar (peso mosca), José Quiles (peso pena), o atleta nascido na Rússia Gazimagomed Jalidov (peso meio-pesado), e Emmanuel Reyes (peso pesado) garantiram as vagas em suas respectivas categorias de peso durante o Torneio Europeu de Qualificação Olímpica de 2020 em Londres e Paris.
| Atleta              | Evento                     | Fase de 32           | Oitavas-de-final     | Quartas-de-final     | Semifinais           | Final                | Final       |
| Atleta              | Evento                     | Adversário Resultado | Adversário Resultado | Adversário Resultado | Adversário Resultado | Adversário Resultado | Posição     |
| ------------------- | -------------------------- | -------------------- | -------------------- | -------------------- | -------------------- | -------------------- | ----------- |
| Gabriel Escobar     | Peso mosca masculino       | ARG Quiroga V 5-0    | BUL Asenov V 4-1     | KAZ Bibossinov D 2-3 | Não avançou          | Não avançou          | Não avançou |
| José Quiles         | Peso pena masculino        | IRL Walker D 0-5     | Não avançou          | Não avançou          | Não avançou          | Não avançou          | Não avançou |
| Gazimagomed Jalidov | Peso meio-pesado masculino | Bye                  | AUS Aokuso V 3-2     | ROC Khataev D KO     | Não avançou          | Não avançou          | Não avançou |
| Emmanuel Reyes      | Peso pesado masculino      | Bye                  | KAZ Levit V KO       | CUB La Cruz D 1-4    | Não avançou          | Não avançou          | Não avançou |

## Canoagem

### Slalom
Canoístas espanhóis qualificaram barcos em todas as quatro classes através do Campeonato Mundial de Canoagem Slalom de 2019 em La Seu d'Urgell, Espanha.
| Atleta            | Evento        | Preliminar | Preliminar | Preliminar | Preliminar | Preliminar | Preliminar | Semifinal | Semifinal | Final  | Final            |
| Atleta            | Evento        | Descida 1  | Posição    | Descida 2  | Posição    | Melhor     | Posição    | Tempo     | Posição   | Tempo  | Posição          |
| ----------------- | ------------- | ---------- | ---------- | ---------- | ---------- | ---------- | ---------- | --------- | --------- | ------ | ---------------- |
| Ander Elosegi     | C-1 masculino | 103.78     | 8ª         | 101.51     | 4ª         | 101.51     | 7ª         | 103.15    | 3ª        | 106.59 | 8ª               |
| David Llorente    | K-1 masculino | 147.62     | 22ª        | 95.83      | 14ª        | 95.83      | 18ª        | 98.26     | 8ª        | 150.08 | 10ª              |
| Núria Vilarrubla  | C-1 feminino  | 118.03     | 9ª         | 121.00     | 15ª        | 118.03     | 1ª         | 119.99    | 8ª        | 127.33 | 8ª               |
| Maialen Chourraut | K-1 feminino  | 108.25     | 6ª         | 105.13     | 5ª         | 105.13     | 5ª         | 107.92    | 7ª        | 106.63 | Medalha de prata |

### Velocidade
Canoístas espanhóis qualificaram quatro barcos no Campeonato Mundial de Canoagem de Velocidade de 2019 em Szeged, Hungria, Enquanto isso, três barcos adicionais foram qualificados por canoístas espanhóis no C-2 1000 m masculino, no K-1 500 m feminino e no C-1 200 m feminino, respectivamente, após ficarem entre os dois melhores na Regata de Qualificação Europeia de Canoagem de Velocidade de 2021. A equipe foi anunciada em 15 de maio de 2021, à exceção da canoísta do C-1, que foi decidida posteriormente.
Masculino
| Atleta                                                    | Evento     | Eliminatórias | Eliminatórias | Quartas-de-final | Quartas-de-final | Semifinais  | Semifinais  | Final       | Final            |
| Atleta                                                    | Evento     | Tempo         | Posição       | Tempo            | Posição          | Tempo       | Posição     | Tempo       | Posição          |
| --------------------------------------------------------- | ---------- | ------------- | ------------- | ---------------- | ---------------- | ----------- | ----------- | ----------- | ---------------- |
| Cayetano García                                           | C-1 1000 m | 4:34.418      | 4ª q          | 4:31.929         | 5ª               | Não avançou | Não avançou | Não avançou | Não avançou      |
| Pablo Martínez                                            | C-1 1000 m | 4:21.729      | 5ª q          | 4:09.102         | 3ª               | Não avançou | Não avançou | Não avançou | Não avançou      |
| Cayetano García Pablo Martínez                            | C-2 1000 m | 3:44.947      | 2ª Q          | Bye              | Bye              | 3:28.594    | 4ª FA       | 3:41.572    | 8ª               |
| Carlos Arévalo                                            | K-1 200 m  | 34.452        | 2ª Q          | Bye              | Bye              | 35.207      | 3ª FA       | 35.391      | 5ª               |
| Saúl Craviotto                                            | K-1 200 m  | 35.002        | 2ª Q          | Bye              | Bye              | 35.934      | 4ª FA       | 35.568      | 7ª               |
| Francisco Cubelos Íñigo Peña                              | K-2 1000 m | 3:10.138      | 1ª Q          | Bye              | Bye              | 3:19.133    | 4ª FA       | 3:17.267    | 6ª               |
| Saúl Craviotto Marcus Walz Carlos Arévalo Rodrigo Germade | K-4 500 m  | 1:21.658      | 1ª Q          | —                | —                | 1:24.355    | 1ª FA       | 1:22.445    | Medalha de prata |

Feminino
| Atleta           | Evento    | Eliminatórias | Eliminatórias | Quartas-de-final | Quartas-de-final | Semifinais | Semifinais | Final    | Final            |
| Atleta           | Evento    | Tempo         | Posição       | Tempo            | Posição          | Tempo      | Posição    | Tempo    | Posição          |
| ---------------- | --------- | ------------- | ------------- | ---------------- | ---------------- | ---------- | ---------- | -------- | ---------------- |
| Antía Jácome     | C-1 200 m | 46.691        | 3ª q          | 45.668           | 1ª Q             | 47.414     | 4ª FA      | 47.226   | 5ª               |
| Teresa Portela   | K-1 200 m | 40.812        | 1ª Q          | Bye              | Bye              | 38.858     | 4ª FA      | 38.883   | Medalha de prata |
| Isabel Contreras | K-1 500 m | 1:49.256      | 4ª q          | 1:51.235         | 1ª Q             | 1:54.535   | 6ª FC      | 1:55.728 | 19ª              |

Legenda de Qualificação: Q = Qualificado às semifinais; q = Qualificado às quartas-de-final; FA = Qualificado à final A (medalha); FB = Qualificado à final B (sem medalha); FC = Qualificado à final C (sem medalha)

## Caratê
A Espanha inscreveu dois caratecas para o torneio olímpico inaugural. Os então campeões europeus Damián Quintero e Sandra Sánchez qualificaram diretamente para suas categorias individuais no kata após terminarem entre os quatro melhores no ranking olímpico da WKF. 
| Atleta          | Evento         | Fase eliminatória | Fase eliminatória | Fase de ranking | Fase de ranking | Final / BM                                           | Final / BM       |
| Atleta          | Evento         | Resultado         | Posição           | Resultado       | Posição         | Adversário Resultado                                 | Posição          |
| --------------- | -------------- | ----------------- | ----------------- | --------------- | --------------- | ---------------------------------------------------- | ---------------- |
| Damián Quintero | Kata masculino | 27.37             | 1ª Q              | 27.28           | 1ª Q            | Final da medalha de ouro JPN Kiyuna D 27.66 - 28.72  | Medalha de prata |
| Sandra Sánchez  | Kata feminino  | 27.43             | 1ª Q              | 27.86           | 1ª Q            | Final da medalha de ouro JPN Shimizu V 28.06 - 27.88 | Medalha de ouro  |

## Ciclismo

### Estrada
A Espanha inscreveu uma equipe de sete ciclistas (cinco homens e duas mulheres) para competir nas provas de corrida em estrada, em virtude de sua posição entre as 6 melhores nações (masculino) e as 22 melhores nações (feminino) no Ranking Mundial da UCI.
Masculino
| Atleta             | Evento             | Tempo        | Posição      |
| ------------------ | ------------------ | ------------ | ------------ |
| Omar Fraile        | Corrida em estrada | Não terminou | Não terminou |
| Jesús Herrada      | Corrida em estrada | 6:16:53      | 62ª          |
| Gorka Izagirre     | Corrida em estrada | 6:11:46      | 23ª          |
| Ion Izagirre       | Corrida em estrada | 6:21:46      | 79ª          |
| Ion Izagirre       | Contra o relógio   | Não terminou | Não terminou |
| Alejandro Valverde | Corrida em estrada | 6:15:38      | 42ª          |

Feminino
| Atleta          | Evento             | Tempo    | Posição |
| --------------- | ------------------ | -------- | ------- |
| Mavi García     | Corrida em estrada | 3:54:31  | 12ª     |
| Mavi García     | Contra o relógio   | 34:39.96 | 23ª     |
| Ane Santesteban | Corrida em estrada | 3:56:04  | 28ª     |

### Mountain bike
Ciclistas espanhóis conquistaram três vagas (duas masculinas e uma feminina) para a corrida olímpica do cross-country, como resultado da sexta posição entre os homens e da vigésima entre as mulheres, respectivamente, no Ranking Olímpico da UCI de 16 de maio de 2021. A equipe foi nomeada em 26 de maio de 2021.
| Atleta                | Evento                  | Tempo   | Posição           |
| --------------------- | ----------------------- | ------- | ----------------- |
| Jofre Cullell         | Cross-country masculino | 1:28:16 | 15ª               |
| David Valero          | Cross-country masculino | 1:25:48 | Medalha de bronze |
| Rocío del Alba García | Cross-country feminino  | 1:26:32 | 26ª               |

### Pista
Após o término do Campeonato Mundial de Ciclismo de Pista de 2020, ciclistas espanhóis conquistaram vagas para o madison e o omnium masculino, baseado nos resultados da nação no Ranking Olímpico da UCI. 
Omnium
| Atleta        | Evento           | Scratch | Scratch | Corrida de Tempo | Corrida de Tempo | Corrida de Eliminação | Corrida de Eliminação | Corrida de Pontos | Corrida de Pontos | Total | Posição |
| Atleta        | Evento           | Posição | Pontos  | Posição          | Pontos           | Posição               | Pontos                | Posição           | Pontos            | Total | Posição |
| ------------- | ---------------- | ------- | ------- | ---------------- | ---------------- | --------------------- | --------------------- | ----------------- | ----------------- | ----- | ------- |
| Albert Torres | Omnium masculino | 15ª     | 12      | 10ª              | 22               | 7ª                    | 28                    | 11ª               | 22                | 84    | 10ª     |

Madison
| Atleta                       | Evento            | Pontos | Voltas | Posição |
| ---------------------------- | ----------------- | ------ | ------ | ------- |
| Sebastián Mora Albert Torres | Madison masculino | 14     | 0      | 6ª      |

## Escalada esportiva
A Espanha inscreveu um escalador esportivo para o torneio olímpico. Alberto Ginés qualificou diretamente para o evento combinado masculino, após avançar à final e garantir uma das seis vagas disponíveis no Torneio Mundial de Qualificação Olímpica da IFSC em Toulouse, França.
| Atleta              | Evento    | Qualificação | Qualificação | Qualificação | Qualificação | Qualificação | Qualificação | Qualificação | Qualificação | Qualificação | Final      | Final      | Final     | Final   | Final       | Final       | Final       | Final | Final           |
| Atleta              | Evento    | Velocidade   | Velocidade   | Boulder      | Boulder      | Dificuldade  | Dificuldade  | Dificuldade  | Total        | Posição      | Velocidade | Velocidade | Boulder   | Boulder | Dificuldade | Dificuldade | Dificuldade | Total | Posição         |
| Atleta              | Evento    | Melhor       | Posição      | Resultado    | Posição      | Agarras      | Tempo        | Posição      | Total        | Posição      | Melhor     | Posição    | Resultado | Posição | Agarras     | Tempo       | Posição     | Total | Posição         |
| ------------------- | --------- | ------------ | ------------ | ------------ | ------------ | ------------ | ------------ | ------------ | ------------ | ------------ | ---------- | ---------- | --------- | ------- | ----------- | ----------- | ----------- | ----- | --------------- |
| Alberto Ginés López | Masculino | 6.32         | 7            | 1T1z 12 4    | 14           | 41+          | -            | 3            | 294.00       | 6 Q          | 6.42       | 1          | 0T3z 0 9  | 7       | 38+         | -           | 4           | 28    | Medalha de ouro |

## Esgrima
A Espanha inscreveu um esgrimista para a competição olímpica, marcando o retorno da nação ao esporte pela primeira vez desde 2008. Carlos Llavador garantiu uma vaga no florete masculino como um dos dois esgrimistas de melhor ranking buscando qualificação pela Europa, de acordo com o Ranking Oficial Ajustado da FIE. 
| Atleta          | Evento            | Fase de 64           | Fase de 32              | Oitavas-de-final     | Quartas-de-final     | Semifinal            | Final / BM           | Final / BM  |
| Atleta          | Evento            | Adversário Resultado | Adversário Resultado    | Adversário Resultado | Adversário Resultado | Adversário Resultado | Adversário Resultado | Posição     |
| --------------- | ----------------- | -------------------- | ----------------------- | -------------------- | -------------------- | -------------------- | -------------------- | ----------- |
| Carlos Llavador | Florete masculino | Bye                  | CZE Choupenitch D 11-15 | Não avançou          | Não avançou          | Não avançou          | Não avançou          | Não avançou |

## Futebol
Masculino
Fase de Grupos
| Pos. | Seleção   | Pts | J | V | E | D | GP | GC | SG |
| ---- | --------- | --- | - | - | - | - | -- | -- | -- |
| 1    | Espanha   | 5   | 3 | 1 | 2 | 0 | 2  | 1  | +1 |
| 2    | Egito     | 4   | 3 | 1 | 1 | 1 | 2  | 1  | +1 |
| 3    | Argentina | 4   | 3 | 1 | 1 | 1 | 2  | 3  | –1 |
| 4    | Austrália | 3   | 3 | 1 | 0 | 2 | 2  | 3  | –1 |

| 22 de julho | Egito | 0 – 0     | Espanha | Sapporo Dome, Sapporo        |
| 16:30       |       | Relatório |         | Árbitro: JOR Adham Makhadmeh |

| 25 de julho | Austrália | 0 – 1     | Espanha       | Sapporo Dome, Sapporo              |
| 19:30       |           | Relatório | Oyarzabal 81' | Árbitro: ETH Bamlak Tessema Weyesa |

| 28 de julho | Espanha    | 1 – 1     | Argentina    | Estádio Saitama 2002, Saitama |
| 20:00       | Merino 66' | Relatório | Belmonte 87' | Árbitro: USA Ismail Elfath    |

Quartas-de-final
| 31 de julho | Espanha                                                   | 5 – 2 (pro) | Costa do Marfim           | Estádio de Miyagi, Rifu                      |
| 17:00       | Olmo 30' · Mir 90+3', 117', 120+1' · Oyarzabal 98' (pen.) | Relatório   | Bailly 10' · Gradel 90+1' | Público: 5 526 Árbitro: VEN Jesús Valenzuela |

Semifinal
| 3 de agosto | Japão | 0 – 1 (pro) | Espanha      | Estádio Saitama 2002, Saitama |
| 20:00       |       | Relatório   | Asensio 115' | Árbitro: PER Kevin Ortega     |

Final
| 7 de agosto | Brasil                            | 2 – 1 (pro) | Espanha       | Estádio Internacional de Yokohama, Yokohama |
| 20:30       | Matheus Cunha 45+2' · Malcom 109' | Relatório   | Oyarzabal 59' | Árbitro: AUS Chris Beath                    |

| Brasil | Espanha |

| G             | 1  | Santos           |     |      |
| LD            | 13 | Daniel Alves     |     |      |
| Z             | 15 | Nino             |     |      |
| Z             | 3  | Diego Carlos     |     |      |
| LE            | 6  | Guilherme Arana  | 20' |      |
| V             | 5  | Douglas Luiz     | 89' |      |
| V             | 8  | Bruno Guimarães  |     |      |
| M             | 11 | Antony           |     | 112' |
| M             | 20 | Claudinho        |     | 106' |
| A             | 9  | Matheus Cunha    | 64' | 91'  |
| A             | 10 | Richarlison      | 31' | 114' |
| Substitutos:  |    |                  |     |      |
| G             | 12 | Brenno           |     |      |
| Z             | 4  | Ricardo Graça    |     |      |
| M             | 2  | Gabriel Menino   |     | 112' |
| M             | 18 | Matheus Henrique |     |      |
| M             | 19 | Reinier          |     | 106' |
| A             | 7  | Paulinho         |     | 114' |
| A             | 17 | Malcom           |     | 91'  |
| Treinador:    |    |                  |     |      |
| André Jardine |    |                  |     |      |

| G                 | 1  | Unai Simón       |        |      |
| LD                | 18 | Óscar Gil        |        | 91'  |
| Z                 | 12 | Eric García      | 27'    |      |
| Z                 | 4  | Pau Torres       |        |      |
| LE                | 3  | Marc Cucurella   |        | 91'  |
| V                 | 6  | Martín Zubimendi |        | 112' |
| M                 | 8  | Mikel Merino     |        | 46'  |
| M                 | 16 | Pedri            |        |      |
| A                 | 7  | Marco Asensio    |        | 46'  |
| A                 | 11 | Mikel Oyarzabal  |        | 104' |
| A                 | 19 | Dani Olmo        |        |      |
| Substitutos:      |    |                  |        |      |
| G                 | 13 | Álvaro Fernández |        |      |
| Z                 | 5  | Jesús Vallejo    |        | 91'  |
| Z                 | 20 | Juan Miranda     |        | 91'  |
| M                 | 14 | Carlos Soler     |        | 46'  |
| M                 | 15 | Jon Moncayola    |        | 112' |
| M                 | 21 | Bryan Gil        | 105+1' | 46'  |
| A                 | 9  | Rafa Mir         |        | 104' |
| Treinador:        |    |                  |        |      |
| Luis de la Fuente |    |                  |        |      |

| Bandeirinhas: Anton Schetinin (Austrália) George Lakrindis (Austrália) Quarto árbitro: Artur Soares Dias (Portugal) Árbitro assistente reserva: Rui Tavares (Portugal) Árbitro de vídeo: Abdulla Al-Marri (Catar) Assistente do árbitro de vídeo: Muhammad Taqi (Singapura) Chris Penso (Estados Unidos) |

## Ginástica

### Artística
A Espanha enviou equipes em ambos os gêneros para a ginástica artística pela primeira vez desde Atenas 2004. Ambas as equipes conquistaram uma das nove vagas restantes no Campeonato Mundial de Ginástica Artística de 2019 em Stuttgart, Alemanha.
Masculino
Equipe
| Atleta         | Evento | Qualificatória | Qualificatória | Qualificatória | Qualificatória | Qualificatória | Qualificatória | Qualificatória | Qualificatória | Final       | Final       | Final       | Final       | Final       | Final       | Final       | Final       |
| Atleta         | Evento | Aparelho       | Aparelho       | Aparelho       | Aparelho       | Aparelho       | Aparelho       | Total          | Pos.           | Aparelho    | Aparelho    | Aparelho    | Aparelho    | Aparelho    | Aparelho    | Total       | Pos.        |
| Atleta         | Evento | So             | CA             | Ar             | S              | BP             | BF             | Total          | Pos.           | So          | CA          | Ar          | S           | BP          | BF          | Total       | Pos.        |
| -------------- | ------ | -------------- | -------------- | -------------- | -------------- | -------------- | -------------- | -------------- | -------------- | ----------- | ----------- | ----------- | ----------- | ----------- | ----------- | ----------- | ----------- |
| Néstor Abad    | Equipe | 13.666         | 11.466         | 11.966         | 13.000         | 14.800         | 13.133         | 78.031         | 53ª            | Não avançou | Não avançou | Não avançou | Não avançou | Não avançou | Não avançou | Não avançou | Não avançou |
| Thierno Diallo | Equipe | 12.233         | 12.900         | 13.000         | 12.833         | 14.000         | 11.100         | 76.066         | 56ª            | Não avançou | Não avançou | Não avançou | Não avançou | Não avançou | Não avançou | Não avançou | Não avançou |
| Nicolau Mir    | Equipe | 13.533         | 12.600         | 12.400         | 13.866         | 14.033         | 13.233         | 79.665         | 48ª            | Não avançou | Não avançou | Não avançou | Não avançou | Não avançou | Não avançou | Não avançou | Não avançou |
| Joel Plata     | Equipe | 13.500         | 13.433         | 13.300         | 13.966         | 14.633         | 12.466         | 81.298         | 37ª            | Não avançou | Não avançou | Não avançou | Não avançou | Não avançou | Não avançou | Não avançou | Não avançou |
| Total          | Equipe | 40.699         | 38.933         | 38.700         | 40.832         | 43.466         | 38.832         | 241.462        | 12ª            | Não avançou | Não avançou | Não avançou | Não avançou | Não avançou | Não avançou | Não avançou | Não avançou |

Individual
| Atleta           | Evento | Qualificação | Qualificação | Final  | Final            |
| Atleta           | Evento | Total        | Posição      | Total  | Posição          |
| ---------------- | ------ | ------------ | ------------ | ------ | ---------------- |
| Rayderley Zapata | Solo   | 15.041       | 4ª Q         | 14.933 | Medalha de prata |

Feminino
Equipe
| Atleta          | Evento                    | Qualificação | Qualificação | Qualificação | Qualificação | Qualificação | Qualificação | Final       | Final       | Final       | Final       | Final       | Final       |
| Atleta          | Evento                    | Aparelho     | Aparelho     | Aparelho     | Aparelho     | Total        | Posição      | Aparelho    | Aparelho    | Aparelho    | Aparelho    | Total       | Posição     |
| Atleta          | Evento                    | S            | BA           | Tr           | So           | Total        | Posição      | S           | BA          | Tr          | So          | Total       | Posição     |
| --------------- | ------------------------- | ------------ | ------------ | ------------ | ------------ | ------------ | ------------ | ----------- | ----------- | ----------- | ----------- | ----------- | ----------- |
| Laura Bechdejú  | Equipe / Individual geral | 13.533       | 12.700       | 12.666       | 12.300       | 51.199       | 53ª          | Não avançou | Não avançou | Não avançou | Não avançou | Não avançou | Não avançou |
| Marina González | Equipe / Individual geral | 13.233       | 11.033       | 12.366       | 12.866       | 49.498       | 63ª          | Não avançou | Não avançou | Não avançou | Não avançou | Não avançou | Não avançou |
| Alba Petisco    | Equipe / Individual geral | 13.466       | 12.866       | 11.700       | 12.566       | 50.598       | 57ª          | Não avançou | Não avançou | Não avançou | Não avançou | Não avançou | Não avançou |
| Roxana Popa     | Equipe / Individual geral | 14.300       | 14.400       | 12.866       | 12.533       | 54.099       | 21ª Q        | 14.600      | 12.100      | 11.700      | 13.133      | 51.133      | 22ª         |
| Total           | Equipe / Individual geral | 41.299       | 39.966       | 37.898       | 37.965       | 157.128      | 12ª          | Não avançou | Não avançou | Não avançou | Não avançou | Não avançou | Não avançou |

## Golfe
A Espanha inscreveu quatro golfistas (dois por gênero) no torneio olímpico. Jon Rahm (nº 1 do ranking), Adrià Arnaus (nº 147 do ranking), Carlota Ciganda (nº 32 do ranking), e Azahara Muñoz (nº 84 do ranking) qualificaram diretamente entre os 60 melhores golfistas elegíveis para seus respectivos eventos, baseado no Ranking Mundial da IGF. Sergio García (nº 48 do ranking) e Rafa Cabrera-Bello (nº 140 do ranking) qualificaram, porém optaram por não participar. Posteriormente, Jon Rahm testou positivo para Covid-19 e foi substituído por Jorge Campillo.
| Atleta          | Evento    | Rodada 1  | Rodada 2  | Rodada 3  | Rodada 4  | Total     | Total | Total   |
| Atleta          | Evento    | Resultado | Resultado | Resultado | Resultado | Resultado | Par   | Posição |
| --------------- | --------- | --------- | --------- | --------- | --------- | --------- | ----- | ------- |
| Adrià Arnaus    | Masculino | 68        | 69        | 74        | 67        | 278       | −6    | T38ª    |
| Jorge Campillo  | Masculino | 70        | 75        | 69        | 75        | 289       | +5    | 59ª     |
| Carlota Ciganda | Feminino  | 68        | 73        | 70        | 69        | 280       | −4    | T29ª    |
| Azahara Muñoz   | Feminino  | 69        | 76        | 73        | 72        | 290       | +6    | T50ª    |

## Halterofilismo
A Espanha inscreveu quatro halterofilistas (três homens e uma mulher) para a competição olímpica. A três vezes medalhista Lidia Valentín (87 kg feminino) e o estreante Marcos Ruiz (+109 kg masculino) terminaram entre os oito melhores de suas respectivas categorias de peso pelo Ranking Mundial Absoluto da IWF, com o atleta olímpico da Rio 2016 David Sánchez e o duas vezes atleta olímpico Andrés Mata liderando o ranking de atletas da Europa nas categorias 73 e 81 kg masculino, respectivamente, baseado no Ranking Continental Absoluto da IWF.
| Atleta         | Evento           | Arranque  | Arranque | Arremesso | Arremesso | Total | Posição |
| Atleta         | Evento           | Resultado | Posição  | Resultado | Posição   | Total | Posição |
| -------------- | ---------------- | --------- | -------- | --------- | --------- | ----- | ------- |
| David Sánchez  | –73 kg masculino | 149       | 9ª       | 177       | 9ª        | 323   | 10ª     |
| Andrés Mata    | –81 kg masculino | 158       | 9ª       | 189       | 8ª        | 347   | 8ª      |
| Marcos Ruiz    | +109kg masculino | 180       | 5ª       | 215       | 9ª        | 395   | 8ª      |
| Lidia Valentín | –87 kg feminino  | 103       | 9ª       | 122       | 11ª       | 225   | 10ª     |

## Handebol

### Masculino
Fase de Grupos
Grupo A
|  | Equipes classificadas as quartas de final |

| Pos | Equipe    | Pts | J | V | E | D | GP  | GC  | SG  |
| --- | --------- | --- | - | - | - | - | --- | --- | --- |
| 1   | França    | 8   | 5 | 4 | 0 | 1 | 162 | 148 | +14 |
| 2   | Espanha   | 8   | 5 | 4 | 0 | 1 | 155 | 142 | +13 |
| 3   | Alemanha  | 6   | 5 | 3 | 0 | 2 | 146 | 131 | +15 |
| 4   | Noruega   | 6   | 5 | 3 | 0 | 2 | 136 | 132 | +4  |
| 5   | Brasil    | 2   | 5 | 1 | 0 | 4 | 128 | 145 | −17 |
| 6   | Argentina | 0   | 5 | 0 | 0 | 5 | 125 | 154 | −29 |

Critérios de desempate: 1) Pontos; 2) Confronto direto; 3) Diferença de gols no confronto direto; 4) Número de gols feitos no confronto direto; 5) Diferença de gols; 6) Gols marcados; 7) Sorteio.
| 24 de julho de 2021 16:15 | Alemanha   | 27–28     | Espanha           | Ginásio Nacional Yoyogi, Tóquio Público: 0 Árbitros: Kurtagic, Wetterwik |
| 24 de julho de 2021 16:15 | Weinhold 5 | (13–12)   | Figueras, Gómez 5 | Ginásio Nacional Yoyogi, Tóquio Público: 0 Árbitros: Kurtagic, Wetterwik |
| 24 de julho de 2021 16:15 | 5× 2×      | Relatório | 5× 2×             | Ginásio Nacional Yoyogi, Tóquio Público: 0 Árbitros: Kurtagic, Wetterwik |

| 26 de julho de 2021 16:15 | Espanha     | 28–27     | Noruega  | Ginásio Nacional Yoyogi, Tóquio Público: 0 Árbitros: Nikolov, Nachevski |
| 26 de julho de 2021 16:15 | Figueras 10 | (13–14)   | Jøndal 9 | Ginásio Nacional Yoyogi, Tóquio Público: 0 Árbitros: Nikolov, Nachevski |
| 26 de julho de 2021 16:15 | 5× 1×       | Relatório | 2×       | Ginásio Nacional Yoyogi, Tóquio Público: 0 Árbitros: Nikolov, Nachevski |

| 28 de julho de 2021 19:30 | Brasil  | 25–32     | Espanha | Ginásio Nacional Yoyogi, Tóquio Público: 0 Árbitros: Hansen, Madsen |
| 28 de julho de 2021 19:30 | Silva 6 | (16–18)   | Solé 5  | Ginásio Nacional Yoyogi, Tóquio Público: 0 Árbitros: Hansen, Madsen |
| 28 de julho de 2021 19:30 | 4×      | Relatório | 1×      | Ginásio Nacional Yoyogi, Tóquio Público: 0 Árbitros: Hansen, Madsen |

| 30 de julho de 2021 14:15 | França   | 36–31     | Espanha             | Ginásio Nacional Yoyogi, Tóquio Público: 0 Árbitros: Horáček, Novotný |
| 30 de julho de 2021 14:15 | Remili 9 | (18–12)   | Dujshebaev, Gómez 5 | Ginásio Nacional Yoyogi, Tóquio Público: 0 Árbitros: Horáček, Novotný |
| 30 de julho de 2021 14:15 | 3× 2×    | Relatório | 2× 1×               | Ginásio Nacional Yoyogi, Tóquio Público: 0 Árbitros: Horáček, Novotný |

| 1 de agosto de 2021 14:15 | Espanha | 36–27     | Argentina | Ginásio Nacional Yoyogi, Tóquio Público: 0 Árbitros: Kurtagic, Wetterwik |
| 1 de agosto de 2021 14:15 | Gómez 6 | (17–12)   | Pizarro 5 | Ginásio Nacional Yoyogi, Tóquio Público: 0 Árbitros: Kurtagic, Wetterwik |
| 1 de agosto de 2021 14:15 | 3×      | Relatório | 3×        | Ginásio Nacional Yoyogi, Tóquio Público: 0 Árbitros: Kurtagic, Wetterwik |

Quartas-de-final
| 3 de agosto de 2021 13:15 | Suécia   | 33–34     | Espanha | Ginásio Nacional Yoyogi, Tóquio Público: 0 Árbitros: Schulze, Tönnies |
| 3 de agosto de 2021 13:15 | Wanne 10 | (20–18)   | Gómez 8 | Ginásio Nacional Yoyogi, Tóquio Público: 0 Árbitros: Schulze, Tönnies |
| 3 de agosto de 2021 13:15 | 4× 1×    | Relatório | 3× 2×   | Ginásio Nacional Yoyogi, Tóquio Público: 0 Árbitros: Schulze, Tönnies |

Semifinal
| 5 de agosto de 2021 21:00 | Espanha                | 23–27     | Dinamarca    | Ginásio Nacional Yoyogi, Tóquio Público: 0 Árbitros: Brunner, Salah |
| 5 de agosto de 2021 21:00 | Dujshebaev, Figueras 5 | (10–14)   | M. Hansen 12 | Ginásio Nacional Yoyogi, Tóquio Público: 0 Árbitros: Brunner, Salah |
| 5 de agosto de 2021 21:00 | 4× 1×                  | Relatório | 2×           | Ginásio Nacional Yoyogi, Tóquio Público: 0 Árbitros: Brunner, Salah |

Disputa do bronze
| 7 de agosto de 2021 17:00 | Egito              | 31–33     | Espanha | Ginásio Nacional Yoyogi, Tóquio Público: 0 Árbitros: Schulze, Tönnies |
| 7 de agosto de 2021 17:00 | El-Ahmar, Shebib 7 | (16–19)   | Gómez 8 | Ginásio Nacional Yoyogi, Tóquio Público: 0 Árbitros: Schulze, Tönnies |
| 7 de agosto de 2021 17:00 | 2×                 | Relatório | 4× 2×   | Ginásio Nacional Yoyogi, Tóquio Público: 0 Árbitros: Schulze, Tönnies |

### Feminino
Fase de Grupos
Grupo B
|  | Equipes classificadas as quartas de final |

| Pos | Equipe  | Pts | J | V | E | D | GP  | GC  | SG  |
| --- | ------- | --- | - | - | - | - | --- | --- | --- |
| 1   | Suécia  | 7   | 5 | 3 | 1 | 1 | 152 | 133 | +19 |
| 2   | ROC     | 7   | 5 | 3 | 1 | 1 | 148 | 149 | −1  |
| 3   | França  | 5   | 5 | 2 | 1 | 2 | 139 | 135 | +4  |
| 4   | Hungria | 4   | 5 | 2 | 0 | 3 | 142 | 149 | −7  |
| 5   | Espanha | 4   | 5 | 2 | 0 | 3 | 135 | 142 | −7  |
| 6   | Brasil  | 3   | 5 | 1 | 1 | 3 | 133 | 141 | −8  |

Critérios de desempate: 1) Pontos; 2) Confronto direto; 3) Diferença de gols no confronto direto; 4) Número de gols feitos no confronto direto; 5) Diferença de gols; 6) Gols marcados; 7) Sorteio.
| 25 de julho de 2021 19:30 | Espanha | 24–31     | Suécia    | Ginásio Nacional Yoyogi, Tóquio Público: 0 Árbitros: Koo, Lee |
| 25 de julho de 2021 19:30 | Pena 7  | (9–13)    | Hansson 6 | Ginásio Nacional Yoyogi, Tóquio Público: 0 Árbitros: Koo, Lee |
| 25 de julho de 2021 19:30 | 3× 1×   | Relatório | 2×        | Ginásio Nacional Yoyogi, Tóquio Público: 0 Árbitros: Koo, Lee |

| 28 de julho de 2021 21:30 | França             | 25–28     | Espanha  | Ginásio Nacional Yoyogi, Tóquio Público: 0 Árbitros: Brunner, Salah |
| 28 de julho de 2021 21:30 | Coatanea, Pineau 5 | (12–12)   | Martín 6 | Ginásio Nacional Yoyogi, Tóquio Público: 0 Árbitros: Brunner, Salah |
| 28 de julho de 2021 21:30 | 3× 2×              | Relatório | 5× 2×    | Ginásio Nacional Yoyogi, Tóquio Público: 0 Árbitros: Brunner, Salah |

| 29 de julho de 2021 11:00 | Espanha | 27–23     | Brasil     | Ginásio Nacional Yoyogi, Tóquio Público: 0 Árbitros: Hansen, Madsen |
| 29 de julho de 2021 11:00 | Pena 7  | (13–13)   | De Paula 8 | Ginásio Nacional Yoyogi, Tóquio Público: 0 Árbitros: Hansen, Madsen |
| 29 de julho de 2021 11:00 | 1×      | Relatório | 3× 1×      | Ginásio Nacional Yoyogi, Tóquio Público: 0 Árbitros: Hansen, Madsen |

| 31 de julho de 2021 19:30 | Hungria          | 29–25     | Espanha                     | Ginásio Nacional Yoyogi, Tóquio Público: 0 Árbitros: Fonseca, Santos |
| 31 de julho de 2021 19:30 | Klujber, Vámos 6 | (14–11)   | Gutiérrez Bermejo, Martín 5 | Ginásio Nacional Yoyogi, Tóquio Público: 0 Árbitros: Fonseca, Santos |
| 31 de julho de 2021 19:30 | 5× 1×            | Relatório | 2×                          | Ginásio Nacional Yoyogi, Tóquio Público: 0 Árbitros: Fonseca, Santos |

| 2 de agosto de 2021 14:15 | Espanha | 31–34     | ROC          | Ginásio Nacional Yoyogi, Tóquio Público: 0 Árbitros: Hansen, Madsen |
| 2 de agosto de 2021 14:15 | López 7 | (17–18)   | Vyakhireva 7 | Ginásio Nacional Yoyogi, Tóquio Público: 0 Árbitros: Hansen, Madsen |
| 2 de agosto de 2021 14:15 | 1×      | Relatório | 2×           | Ginásio Nacional Yoyogi, Tóquio Público: 0 Árbitros: Hansen, Madsen |

## Hipismo
Ginetes espanhóis qualificaram uma equipe completa para a competição de adestramento em virtude de sua posição entre os seis melhores dos Jogos Mundiais Equestres de 2018 em Tryon, Estados Unidos. Enquanto isso, dois ginetes foram adicionados ao elenco espanhol com base nos seguintes resultados do Ranking Olímpico Individual da FEI: uma posição entre os dois melhores fora das equipes para o Grupo B (Sudoeste da Europa) no CCE e a maior posição fora das equipes na seleção continental dos saltos. 

### Adestramento
| Atleta                                                      | Cavalo                   | Evento     | Grand Prix | Grand Prix | Grand Prix Special | Grand Prix Special | Grand Prix Freestyle | Grand Prix Freestyle | Total       | Total       |
| Atleta                                                      | Cavalo                   | Evento     | Pontos     | Pos.       | Pontos             | Pos.               | Técnico              | Artístico            | Pontos      | Pos.        |
| ----------------------------------------------------------- | ------------------------ | ---------- | ---------- | ---------- | ------------------ | ------------------ | -------------------- | -------------------- | ----------- | ----------- |
| Beatriz Ferrer-Salat                                        | Elegance                 | Individual | 72.096     | 18ª q      | —                  | —                  | 72.607               | 82.457               | 77.532      | 17ª         |
| José Antonio García Mena                                    | Sorento / Divina RoyalTF | Individual | 69.146     | 32ª        | —                  | —                  | Não avançou          | Não avançou          | Não avançou | Não avançou |
| Severo Jurado                                               | Fendi T                  | Individual | 68.370     | 38ª        | —                  | —                  | Não avançou          | Não avançou          | Não avançou | Não avançou |
| Beatriz Ferrer-Salat José Antonio García Mena Severo Jurado | See above                | Equipe     | 6749.5     | 8ª Q       | 7198.5             | 7ª                 | —                    | —                    | 7198.5      | 7ª          |

Legenda de Qualificação: Q = Qualificado à final; q = Qualificado à final como lucky loser
TF = Substituído para a final por equipes

### CCE
| Atleta           | Cavalo            | Evento     | Adestramento | Adestramento | Cross-country | Cross-country | Cross-country | Salto        | Salto        | Salto        | Salto       | Salto       | Salto       | Total    | Total |
| Atleta           | Cavalo            | Evento     | Adestramento | Adestramento | Cross-country | Cross-country | Cross-country | Qualificação | Qualificação | Qualificação | Final       | Final       | Final       | Total    | Total |
| Atleta           | Cavalo            | Evento     | Pênaltis     | Pos.         | Pênaltis      | Total         | Pos.          | Pênaltis     | Total        | Pos.         | Pênaltis    | Total       | Pos.        | Pênaltis | Pos.  |
| ---------------- | ----------------- | ---------- | ------------ | ------------ | ------------- | ------------- | ------------- | ------------ | ------------ | ------------ | ----------- | ----------- | ----------- | -------- | ----- |
| Francisco Gaviño | Source de la Faye | Individual | 47.70        | 62ª          | 75.60         | 123.30        | 51ª           | 12.00        | 135.30       | 44ª          | Não avançou | Não avançou | Não avançou | 135.30   | 44ª   |

### Saltos
| Atleta                | Cavalo | Evento     | Qualificação | Qualificação | Final       | Final       | Total       | Total       |
| Atleta                | Cavalo | Evento     | Penalidades  | Posição      | Penalidades | Posição     | Penalidades | Posição     |
| --------------------- | ------ | ---------- | ------------ | ------------ | ----------- | ----------- | ----------- | ----------- |
| Eduardo Álvarez Aznar | Legend | Individual | 4.00         | 31ª          | Não avançou | Não avançou | Não avançou | Não avançou |

### Hockey sobre a grama
- Equipa masculina (16 jogadores)
- Equipa feminina (16 jogadoras)

## Judô
A Espanha qualificou sete judocas (três homens e quatro mulheres) para as seguintes classes de peso nos Jogos. Seis deles, capitaneados pelo atleta nascido na Geórgia e bicampeão mundial Nikoloz Sherazadishvili (90 kg masculino) e pelos atletas olímpicos da Rio 2016 Francisco Garrigós (60 kg masculino) e María Bernabéu (70 kg feminino), foram selecionados entre os 18 melhores judocas de suas categorias de peso, baseado no Ranking Mundial da IJF de 28 de junho de 2021 Cristina Cabaña (63 kg feminino) aceitou uma vaga continental da Europa como a judoca de melhor ranking da nação fora da posição de qualificação direta.
Masculino
| Francisco Garrigós      | −60 kg | —   | Bye                   | FRA Mkheidze D 0–1 | Não avançou         | Não avançou | Não avançou       | Não avançou | Não avançou | Não avançou | Não avançou |
| Alberto Gaitero         | −66 kg | —   | UKR Zantaraia D 0–1   | Não avançou        | Não avançou         | Não avançou | Não avançou       | Não avançou | Não avançou | Não avançou | Não avançou |
| Nikoloz Sherazadishvili | −90 kg | Bye | MGL Altanbagana V 1-0 | SWE Nyman V 1-0    | ROC Igolnikov D 0-1 | —           | UZB Bobonov D 0-1 | Não avançou | Não avançou |             |             |

Feminino
| Atleta          | Evento | Fase de 32           | Oitavas-de-final     | Quartas-de-final     | Semifinais           | Repescagem           | Final / BM           | Final / BM  |
| Atleta          | Evento | Adversário Resultado | Adversário Resultado | Adversário Resultado | Adversário Resultado | Adversário Resultado | Adversário Resultado | Posição     |
| --------------- | ------ | -------------------- | -------------------- | -------------------- | -------------------- | -------------------- | -------------------- | ----------- |
| Julia Figueroa  | −48 kg | TUR Şentürk V 1–0    | ISR Rishony D 0–1    | Não avançou          | Não avançou          | Não avançou          | Não avançou          | Não avançou |
| Ana Pérez       | −52 kg | SUI Kocher D 0–1     | Não avançou          | Não avançou          | Não avançou          | Não avançou          | Não avançou          | Não avançou |
| Cristina Cabaña | −63 kg | PHI Watanabe V 1–0   | SLO Trstenjak D 0–1  | Não avançou          | Não avançou          | Não avançou          | Não avançou          | Não avançou |
| María Bernabéu  | −70 kg | ROC Taimazova D 0–1  | Não avançou          | Não avançou          | Não avançou          | Não avançou          | Não avançou          | Não avançou |

## Natação
Nadadores espanhóis conseguiram as marcas de qualificação para os seguintes eventos (até o máximo de 2 por evento com o Tempo de Qualificação Olímpica (OQT), e potencialmente 1 com o Tempo de Seleção Olímpica (OST)): Para garantir sua seleção para a equipe espanhola, os nadadores deveriam ter conquistado a marca na final (ou em corridas por tempo de longa distância) de cada evento individual de piscina e um de três eventos domésticos sancionados pela FINA e pela Royal Spanish Swimming Federation (RFEN): o Troféu Internacional de Castalia-Castellón (8-9 de dezembro de 2020 em Castellón), o Aberto da Espanha (24–28 de março de 2021 em Sabadell), e o Campeonato Europeu de Esportes Aquáticos de 2021 (17–23 de maio de 2021 em Budapeste), se necessário e disponível.
Adicionalmente, os nadadores de águas abertas Alberto Martínez e Paula Ruiz garantiram vagas, o primeiro no Campeonato Mundial de Esportes Aquáticos de 2019 em Gwangju, Coreia do Sul, e a última no Qualificatório de Maratona Aquática da FINA de 2021 em Setúbal, Portugal .
Masculino
| Atleta           | Evento              | Eliminatória | Eliminatória | Semifinal | Semifinal | Final       | Final       |
| Atleta           | Evento              | Tempo        | Posição      | Tempo     | Posição   | Tempo       | Posição     |
| ---------------- | ------------------- | ------------ | ------------ | --------- | --------- | ----------- | ----------- |
| Nicolás García   | 200 m costas        | 1:57.62      | 13ª Q        | 1:56.35   | 5ª Q      | 1:59.06     | 8ª          |
| Hugo González    | 100 m costas        | 53.45        | 9ª Q         | 53.05     | 7ª Q      | 52.78       | 6ª          |
| Hugo González    | 200 m medley        | 1:57.61      | 11ª Q        | 1:57.96   | 11ª       | Não avançou | Não avançou |
| Alberto Martínez | 10 km águas abertas | —            | —            | —         | —         | 1:53:16.4   | 18ª         |
| Joan Lluís Pons  | 400 m medley        | 4:12.67      | 15ª          | —         | —         | Não avançou | Não avançou |

Feminino
| Atleta                                                   | Evento                     | Eliminatória | Eliminatória | Semifinal   | Semifinal   | Final       | Final       |
| Atleta                                                   | Evento                     | Tempo        | Posição      | Tempo       | Posição     | Tempo       | Posição     |
| -------------------------------------------------------- | -------------------------- | ------------ | ------------ | ----------- | ----------- | ----------- | ----------- |
| Mireia Belmonte                                          | 800 m livre                | 8:26.71      | 14ª          | —           | —           | Não avançou | Não avançou |
| Mireia Belmonte                                          | 1500 m livre               | 16:11.68     | 15ª          | —           | —           | Não avançou | Não avançou |
| Mireia Belmonte                                          | 400 m medley               | 4:35.88      | 4ª Q         | —           | —           | 4:35.13     | 4ª          |
| Marina García                                            | 200 m peito                | 2:26.21      | 22ª          | Não avançou | Não avançou | Não avançou | Não avançou |
| Lidón Muñoz                                              | 50 m livre                 | 25.10        | 23ª          | Não avançou | Não avançou | Não avançou | Não avançou |
| Lidón Muñoz                                              | 100 m livre                | 54.97        | 27ª          | Não avançou | Não avançou | Não avançou | Não avançou |
| Jimena Pérez                                             | 800 m livre                | 8:33.98      | 21ª          | —           | —           | Não avançou | Não avançou |
| Jimena Pérez                                             | 1500 m livre               | 16:15.99     | 18ª          | —           | —           | Não avançou | Não avançou |
| Paula Ruiz                                               | 10 km águas abertas        | —            | —            | —           | —           | 2:03:17.6   | 16ª         |
| Jessica Vall                                             | 100 m peito                | 1:07.07      | 18ª          | Não avançou | Não avançou | Não avançou | Não avançou |
| Jessica Vall                                             | 200 m peito                | 2:23.31      | 10ª Q        | 2:24.87     | 13ª         | Não avançou | Não avançou |
| África Zamorano                                          | 200 m costas               | 2:10.72      | 14ª Q        | 2:10.42     | 13ª         | Não avançou | Não avançou |
| África Zamorano                                          | 200 m medley               | 2:13.81      | 20ª          | Não avançou | Não avançou | Não avançou | Não avançou |
| Mireia Belmonte Lidón Muñoz Jessica Vall África Zamorano | Revezamento 4x100 m medley | 4:04.14      | 16ª          | —           | —           | Não avançou | Não avançou |

## Natação artística
A Espanha enviou uma equipe de oito nadadoras artísticas para competir em todos os eventos após garantir a medalha de prata e garantir a segunda de três vagas disponíveis no Torneio de Qualificação Olímpica da FINA de 2021 em Barcelona, Espanha.
| Atleta | Evento | Rotina técnica | Rotina técnica | Rotina livre (preliminar) | Rotina livre (preliminar) | Rotina livre (preliminar) | Rotina livre (final) | Rotina livre (final)    | Rotina livre (final) |
| Atleta | Evento | Pontos         | Posição        | Pontos                    | Total (técnica + livre)   | Posição                   | Pontos               | Total (técnica + livre) | Posição              |
| --- | ------ | -------------- | -------------- | ------------------------- | ------------------------- | ------------------------- | -------------------- | ----------------------- | -------------------- |
| Alisa Ozhogina Iris Tió                                                                                       | Dueto  | 86.9281        | 9ª             | 88.300                    | 175.2281                  | 11ª Q                     | 88.6667              | 175.5948                | 10ª                  |
| Ona Carbonell Berta Ferreras Meritxell Mas Alisa Ozhogina Paula Ramírez Sara Saldaña Iris Tió Blanca Toledano | Equipe | 90.3780        | 7ª             | —                         | —                         | —                         | 91.5333              | 181.9113                | 7ª                   |

## Pentatlo moderno
A Espanha inscreveu um pentatleta para a competição olímpica pela primeira vez desde Pequim 2008. Aleix Heredia ficou em sexto de oito atletas buscando qualificação para o evento masculino, baseado no Ranking Mundial da UIPM de 1 de junho de 2021.
| Atleta        | Evento    | Esgrima (espada um toque) | Esgrima (espada um toque) | Esgrima (espada um toque) | Esgrima (espada um toque) | Natação (200 m nado livre) | Natação (200 m nado livre) | Natação (200 m nado livre) | Hipismo (concurso de saltos) | Hipismo (concurso de saltos) | Hipismo (concurso de saltos) | Combinado: tiro/corrida (pistola de ar 10 m)/(3200 m) | Combinado: tiro/corrida (pistola de ar 10 m)/(3200 m) | Combinado: tiro/corrida (pistola de ar 10 m)/(3200 m) | Pontos totais | Posição |
| Atleta        | Evento    | RR                        | BR                        | Posição                   | Pontos                    | Tempo                      | Posição                    | Pontos                     | Tempo                        | Posição                      | Pontos                       | Tempo                                                 | Posição                                               | Pontos                                                | Pontos totais | Posição |
| ------------- | --------- | ------------------------- | ------------------------- | ------------------------- | ------------------------- | -------------------------- | -------------------------- | -------------------------- | ---------------------------- | ---------------------------- | ---------------------------- | ----------------------------------------------------- | ----------------------------------------------------- | ----------------------------------------------------- | ------------- | ------- |
| Aleix Heredia | Masculino | 16-19                     | 4                         | 23ª                       | 200                       | 2:07.78                    | 33ª                        | 295                        | 70.14                        | 15ª                          | 286                          | 11:34.52                                              | 23ª                                                   | 606                                                   | 1387          | 23ª     |

### Polo aquático
- Equipa masculina (12 jogadores)
- Equipa feminina (12 jogadoras)

## Remo
A Espanha qualificou três barcos para as seguintes classes da regata olímpica, com a maioria das tripulações confirmando vagas para seus barcos no Campeonato Mundial de Remo de 2019 em Ottensheim, Austria.
| Atleta                         | Evento                     | Eliminatórias | Eliminatórias | Repescagem | Repescagem | Semifinais | Semifinais | Final   | Final   |
| Atleta                         | Evento                     | Tempo         | Posição       | Tempo      | Posição    | Tempo      | Posição    | Tempo   | Posição |
| ------------------------------ | -------------------------- | ------------- | ------------- | ---------- | ---------- | ---------- | ---------- | ------- | ------- |
| Jaime Canalejo Javier García   | Dois sem masculino         | 6:53.33       | 4ª R          | 6:47.06    | 1ª SA/B    | 6:16.25    | 3ª FA      | 6:25.25 | 6ª      |
| Manel Balastegui Caetano Horta | Skiff duplo leve masculino | 6:38.72       | 4ª R          | 6:45.71    | 2ª SA/B    | 6:15.49    | 5ª FB      | 6:15.45 | 7ª      |
| Aina Cid Virginia Díaz         | Dois sem feminino          | 7:23.14       | 3ª SA/B       | Bye        | Bye        | 6:50.63    | 3ª FA      | 7:00.05 | 6ª      |

Legenda de Qualificação: FA=Final A (medalha); FB=Final B (sem medalha); FC=Final C (sem medalha); FD=Final D (sem medalha); FE=Final E (sem medalha); FF=Final F (sem medalha); SA/B=Semifinais A/B; SC/D=Semifinais C/D; SE/F=Semifinais E/F; QF=Quartas-de-final; R=Repescagem

## Saltos ornamentais
A Espanha inscreveu dois saltadores para a competição olímpica após terminarem entre os 18 melhores no trampolim masculino durante da Copa do Mundo da FINA de 2021 em Tóquio, Japão. 
| Atleta                  | Evento                  | Preliminar | Preliminar | Semifinal   | Semifinal   | Final       | Final       |
| Atleta                  | Evento                  | Pontos     | Posição    | Pontos      | Posição     | Pontos      | Posição     |
| ----------------------- | ----------------------- | ---------- | ---------- | ----------- | ----------- | ----------- | ----------- |
| Alberto Arévalo         | Trampolim 3 m masculino | 322.85     | 26ª        | Não avançou | Não avançou | Não avançou | Não avançou |
| Nicolás García Boissier | Trampolim 3 m masculino | 382.6      | 19ª        | Não avançou | Não avançou | Não avançou | Não avançou |

## Skate
A Espanha inscreveu quatro skatistas (dois homens e duas mulheres) para competir em todos os eventos dos Jogos. Danny León, Jaime Mateu e Julia Benedetti foram automaticamente selecionados entre os dezesseis melhores skatistas do park masculino e feminino, respectivamente, pelo ranking olímpico da World Skate em 30 de junho de 2021.Andrea Benítez posteriormente substituiu a skatista Candy Jacobs após ela testar positivo para COVID-19 e ter de desistir dos Jogos. 
| Atleta          | Evento          | Qualificação | Qualificação | Final       | Final       |
| Atleta          | Evento          | Pontos       | Posição      | Pontos      | Posição     |
| --------------- | --------------- | ------------ | ------------ | ----------- | ----------- |
| Danny León      | Park masculino  | 73.24        | 9ª           | Não avançou | Não avançou |
| Jaime Mateu     | Park masculino  | 69.18        | 10ª          | Não avançou | Não avançou |
| Julia Benedetti | Park feminino   | 27.76        | 16ª          | Não avançou | Não avançou |
| Andrea Benítez  | Street feminino | 5.96         | 15ª          | Não avançou | Não avançou |

## Taekwondo
A Espanha inscreveu quatro atletas para a competição olímpica do taekwondo. O atleta olímpico da Rio 2016 Jesús Tortosa (58 kg masculino), Javier Pérez (68 kg masculino) e Raúl Martínez (80 kg masculino) qualificaram diretamente para suas respectivas categorias de peso após terminarem entre os cinco melhores atletas de taekwondo do Ranking Olímpico da WT, embora Jesús Tortosa tenha sido posteriormente substituído por Adrián Vicente por uma decisão técnica da Federação Espanhola de Taekwondo. Enquanto isso, a atleta de 17 anos Adriana Cerezo conquistou uma vitória na semifinal da categoria 49 kg feminino no Torneio Europeu de Qualificação Olímpica de 2021, em Sofia, Bulgária, para garantir a vaga olímpica.
| Atleta         | Evento           | Oitavas-de-final      | Quartas-de-final     | Semifinais           | Repescagem           | Final / BM                 | Final / BM       |
| Atleta         | Evento           | Adversário Resultado  | Adversário Resultado | Adversário Resultado | Adversário Resultado | Adversário Resultado       | Posição          |
| -------------- | ---------------- | --------------------- | -------------------- | -------------------- | -------------------- | -------------------------- | ---------------- |
| Adrián Vicente | −58 kg masculino | POR Bragança V 24–9   | KOR Jang D 19–24     | Não avançou          | Não avançou          | Não avançou                | Não avançou      |
| Javier Pérez   | −68 kg masculino | EGY Wael D 22–20      | Não avançou          | Não avançou          | Não avançou          | Não avançou                | Não avançou      |
| Raúl Martínez  | −80 kg masculino | CRO Kanaet D 15–21    | Não avançou          | Não avançou          | Não avançou          | Não avançou                | Não avançou      |
| Adriana Cerezo | −49 kg feminino  | SRB Bogdanović V 12–4 | CHN Wu V 33–2        | TUR Yıldırım V 39–19 | Bye                  | THA Wongpattanakit D 10–11 | Medalha de prata |

## Tênis
A Espanha inscreveu oito tenistas (quatro por gênero) para o torneio olímpico. Pablo Carreño (nº 12 do mundo), Alejandro Davidovich (nº 35 do mundo) e Pablo Andújar (nº 70 do mundo), junto com Roberto Carballés (nº 100 do mundo) substituindo o número três do mundo e bicampeão olímpico Rafael Nadal para ficar com a quarta vaga, qualificaram diretamente entre os 56 tenistas elegíveis para o torneio de simples baseado no Ranking de Entradas da ATP. Garbiñe Muguruza (nº 13 do mundo), Paula Badosa (nº 33 do mundo) e Sara Sorribes (nº 53 do mundo), junto com a veterana Carla Suárez Navarro, que disputou os Jogos pela quarta vez, ocuparam quatro das 56 vagas disponíveis para o torneio de simples feminino, baseado no Ranking Mundial da WTA em 13 de junho de 2021.
Masculino
| Atleta                             | Evento  | Fase de 64                  | Fase de 32                       | Oitavas-de-final            | Quartas-de-final             | Semifinais               | Final / BM                        | Final / BM        |
| Atleta                             | Evento  | Adversário Resultado        | Adversário Resultado             | Adversário Resultado        | Adversário Resultado         | Adversário Resultado     | Adversário Resultado              | Posição           |
| ---------------------------------- | ------- | --------------------------- | -------------------------------- | --------------------------- | ---------------------------- | ------------------------ | --------------------------------- | ----------------- |
| Pablo Andújar                      | Simples | FRA Humbert D 6–7(3–7), 1–6 | Não avançou                      | Não avançou                 | Não avançou                  | Não avançou              | Não avançou                       | Não avançou       |
| Roberto Carballés                  | Simples | GEO Basilashvili D 3–6, 2–6 | Não avançou                      | Não avançou                 | Não avançou                  | Não avançou              | Não avançou                       | Não avançou       |
| Pablo Carreño                      | Simples | USA Sandgren V 7–5, 6–2     | CRO Čilić V 5–7, 6–4, 6–4        | GER Koepfer V 7–6(9–7), 6–3 | ROC Medvedev V 6–2, 7–6(7–5) | ROC Khachanov D 3–6, 3–6 | SRB Djokovic V 6–4, 6–7(6–8), 6-3 | Medalha de bronze |
| Alejandro Davidovich               | Simples | POR Sousa V 6–3, 6–0        | AUS Millman V 6–4, 6–7(4–7), 6–3 | SRB Djokovic D 3–6, 1–6     | Não avançou                  | Não avançou              | Não avançou                       | Não avançou       |
| Pablo Andújar Roberto Carballés    | Duplas  | —                           | ITA Musetti / Sonego D 5–7, 4–6  | Não avançou                 | Não avançou                  | Não avançou              | Não avançou                       | Não avançou       |
| Pablo Carreño Alejandro Davidovich | Duplas  | —                           | COL Cabal / Farah D 2–6, 4–6     | Não avançou                 | Não avançou                  | Não avançou              | Não avançou                       | Não avançou       |

Feminino
| Atleta                                | Evento  | Fase de 64                          | Fase de 32                                  | Oitavas-de-final                              | Quartas-de-final           | Semifinais           | Final / BM           | Final / BM  |             |
| Atleta                                | Evento  | Adversário Resultado                | Adversário Resultado                        | Adversário Resultado                          | Adversário Resultado       | Adversário Resultado | Adversário Resultado | Posição     |             |
| ------------------------------------- | ------- | ----------------------------------- | ------------------------------------------- | --------------------------------------------- | -------------------------- | -------------------- | -------------------- | ----------- | ----------- |
| Paula Badosa                          | Simples | FRA Mladenovic V 6–7(4–7), 6–3, 6–0 | POL Świątek V 6–3, 7–6(7–4)                 | ARG Podoroska V 6–2, 6–3                      | CZE Vondroušová D 3–6, ret | Não avançou          | Não avançou          | Não avançou |             |
| Garbiñe Muguruza                      | Simples | ROC Kudermetova V 7–5, 7–5          | CHN Wang V 6–3, 6–0                         | BEL Van Uytvanck V 6–4, 6–1                   | KAZ Rybakina D 5–7, 1–6    | Não avançou          | Não avançou          | Não avançou |             |
| Sara Sorribes                         | Simples | AUS Barty V 6–4, 6–3                | FRA Ferro V 6–1, 6–4                        | ROC Pavlyuchenkova D 1–6, 3–6                 | Não avançou                | Não avançou          | Não avançou          | Não avançou |             |
| Carla Suárez Navarro                  | Simples | TUN Jabeur V 6–4, 6–1               | CZE Plíšková D 3–6, 7–6(7–0), 1–6           | Não avançou                                   | Não avançou                | Não avançou          | Não avançou          | Não avançou |             |
| Paula Badosa Sara Sorribes            | Duplas  | —                                   | MEX Olmos / Zarazúa V 6–2, 6–7(4–7), [10–7] | CZE Krejčíková / Siniaková D 6–2, 5–7, [5–10] | Não avançou                | Não avançou          | Não avançou          | Não avançou | Não avançou |
| Garbiñe Muguruza Carla Suárez Navarro | Duplas  | —                                   | BEL Mertens / Van Uytvanck V 6–3, 7–6(7–4)  | SUI Bencic / Golubic D 6–3, 1–6, [9–11]       | Não avançou                | Não avançou          | Não avançou          | Não avançou |             |

## Tênis de mesa
A Espanha inscreveu três mesatenistas para o torneio olímpico de tênis de mesa. Álvaro Robles conquistou uma vitória na segunda fase do Torneio de Qualificação Olímpica da Europa em Odivelas, Portugal, para garantir uma das cinco vagas disponíveis no simples masculino, enquanto Maria Xiao garantiu a última das quatro vagas femininas após conquistar uma vaga na terceira fase do mesmo torneio. A três vezes atleta olímpica Galia Dvorak foi selecionada automaticamente entre as dez melhores mesatenistas ainda buscando qualificação para se juntar a Xiao no mesmo evento, baseado no Ranking Olímpico da ITTF de 1 de junho de 2021.
| Atleta        | Evento            | Preliminar           | Rodada 1             | Rodada 2              | Rodada 3             | Oitavas-de-final     | Quartas-de-final     | Semifinais           | Final / BM           | Final / BM  |
| Atleta        | Evento            | Adversário Resultado | Adversário Resultado | Adversário Resultado  | Adversário Resultado | Adversário Resultado | Adversário Resultado | Adversário Resultado | Adversário Resultado | Posição     |
| ------------- | ----------------- | -------------------- | -------------------- | --------------------- | -------------------- | -------------------- | -------------------- | -------------------- | -------------------- | ----------- |
| Álvaro Robles | Simples masculino | Bye                  | ARG Alto V 4-1       | SLO Jorgić D 3-4      | Não avançou          | Não avançou          | Não avançou          | Não avançou          | Não avançou          | Não avançou |
| Galia Dvorak  | Simples feminino  | Bye                  | USA Liu D 1-4        | Não avançou           | Não avançou          | Não avançou          | Não avançou          | Não avançou          | Não avançou          | Não avançou |
| María Xiao    | Simples feminino  | Bye                  | KAZ Lavrova V 4-0    | HKG Soo Wai Yam V 4-2 | SIN Feng TW D 1-4    | Não avançou          | Não avançou          | Não avançou          | Não avançou          | Não avançou |

## Tiro
Atiradores espanhois conquistaram vaga para o seguinte evento em virtude de sua melhor posição no Campeonato Mundial da ISSF de 2018, na Copa do Mundo da ISSF de 2019, no Campeonato ou nos Jogos Europeus e no Torneio de Qualificação da Europa, contanto que tivessem obtido a marca de qualificação mínima (MQS) até 31 de maio de 2020.
| Atleta                          | Evento                       | Qualificação | Qualificação | Final       | Final           |
| Atleta                          | Evento                       | Pontos       | Posição      | Pontos      | Posição         |
| ------------------------------- | ---------------------------- | ------------ | ------------ | ----------- | --------------- |
| Alberto Fernández               | Fossa olímpica masculino     | 122          | 9ª           | Não avançou | Não avançou     |
| Fátima Gálvez                   | Fossa olímpica feminino      | 116          | 14ª          | Não avançou | Não avançou     |
| Alberto Fernández Fátima Gálvez | Fossa olímpica duplas mistas | 148          | 1 Q          | 41          | Medalha de ouro |

## Tiro com arco
A Espanha qualificou dois arqueiros: um para o recurvo individual masculino, após conquistar a medalha de bronze e garantir uma vaga direta nos Jogos Europeus de 2019 em Minsk, Bielorrússia;e outra para o recurvo individual feminino após garantir uma das quatro vagas disponíveis no Torneio Europeu de Qualificação Continental de 2021 em Antalya, Turquia.
| Atleta                        | Evento               | Fase de ranking | Fase de ranking | Fase de 64           | Fase de 32           | Oitavas-de-final     | Quartas-de-final     | Semifinais           | Final / BM           | Final / BM  |
| Atleta                        | Evento               | Resultado       | Posição         | Adversário Resultado | Adversário Resultado | Adversário Resultado | Adversário Resultado | Adversário Resultado | Adversário Resultado | Posição     |
| ----------------------------- | -------------------- | --------------- | --------------- | -------------------- | -------------------- | -------------------- | -------------------- | -------------------- | -------------------- | ----------- |
| Daniel Castro                 | Individual masculino | 650             | 44ª             | TPE Chun-heng D 2-6  | Não avançou          | Não avançou          | Não avançou          | Não avançou          | Não avançou          | Não avançou |
| Inés de Velasco               | Individual feminino  | 628             | 48ª             | USA Kaufhold D 3-7   | Não avançou          | Não avançou          | Não avançou          | Não avançou          | Não avançou          | Não avançou |
| Daniel Castro Inés de Velasco | Equipes mistas       | 1278            | 21ª             | —                    | —                    | Não avançou          | Não avançou          | Não avançou          | Não avançou          | Não avançou |

## Triatlo
A Espanha inscreveu cinco triatletas (três homens e duas mulheres) para competir nas Olimpíadas. O medalhista de prata em Londres 2012 Javier Gómez Noya, junto com os atletas olímpicos da Rio 2016 Fernando Alarza e Mario Mola, foram selecionados entre os 26 triatletas ainda buscando qualificação para o evento masculino baseado no Ranking Mundial da ITU de 15 junho de 20212, com Miriam Casillas e a estreante Anna Godoy conseguindo as duas vagas do lado feminino.
| Atleta            | Evento    | Natação (1.5 km) | Trans 1 | Ciclismo (40 km) | Trans 2     | Corrida (10 km) | Tempo       | Posição     |
| ----------------- | --------- | ---------------- | ------- | ---------------- | ----------- | --------------- | ----------- | ----------- |
| Fernando Alarza   | Masculino | 18:20            | 0:38    | 56:09            | 0:33        | 30:42           | 1:46:22     | 12ª         |
| Javier Gómez Noya | Masculino | 18:22            | 0:38    | 56:05            | 0:33        | 32:08           | 1:47:46     | 25ª         |
| Mario Mola        | Masculino | 18:21            | 0:38    | 56:06            | 0:33        | 30:38           | 1:46:13     | 10ª         |
| Miriam Casillas   | Feminino  | 19:46            | 0:42    | 1:04:50          | 0:34        | 36:00           | 2:01:52     | 21ª         |
| Anna Godoy        | Feminino  | 20:12            | 0:44    | Levou volta      | Levou volta | Levou volta     | Levou volta | Levou volta |

Revezamento
| Atleta                                                | Evento            | Natação (250 m)     | Trans 1             | Ciclismo (7 km)       | Trans 2             | Corrida (1.5 km)    | Tempo da equipe | Posição |
| ----------------------------------------------------- | ----------------- | ------------------- | ------------------- | --------------------- | ------------------- | ------------------- | --------------- | ------- |
| Anna Godoy Fernando Alarza Miriam Casillas Mario Mola | Revezamento misto | 3:46 4:05 4:33 4:05 | 0:40 0:39 0:38 0:36 | 10:38 9:51 10:50 9:51 | 0:31 0:26 0:31 0:27 | 6:33 5:32 6:50 5:29 | 1:26:31         | 10ª     |

## Vela
Velejadores espanhois qualificaram um barco em cada uma das seguintes classes através do Campeonato Mundial de Vela de 2018, dos Campeonatos Mundiais das Classes, dos Jogos Pan-Americanos de 2019 e das regatas continentais.
Ao fim da temporada de 2019, a Royal Spanish Sailing Federation anunciou a primeira parte da equipe que participaria da regata em Enoshima, nomeando a windsurfista Blanca Manchón, o atleta olímpico da Rio 2016 Jordi Xammar e seu novo parceiro Nicolás Rodríguez na classe 470 masculina.  As tripulações da 49er, 49erFX, e Nacra 17, com destaque para a medalhista de ouro de Londres 2012 Támara Echegoyen, foram nomeadas em 19 de fevereiro de 2020, com a dupla feminina da 470 sendo anunciada em março de 2020. Ángel Granda (RS:X masculino) foi adicionado à lista de atletas espanhois para os Jogos em 16 de março de 2021, com Cristina Pujol (Laser Radial) sendo selecionada um mês depois.
Masculino
| Atleta                         | Evento | Regata | Regata | Regata | Regata | Regata | Regata | Regata | Regata | Regata | Regata | Regata | Regata | Regata | Pontos | Posição           |
| Atleta                         | Evento | 1      | 2      | 3      | 4      | 5      | 6      | 7      | 8      | 9      | 10     | 11     | 12     | M*     | Pontos | Posição           |
| ------------------------------ | ------ | ------ | ------ | ------ | ------ | ------ | ------ | ------ | ------ | ------ | ------ | ------ | ------ | ------ | ------ | ----------------- |
| Ángel Granda                   | RS:X   | 2      | 3      | 13     | 14     | 13     | 17     | 15     | 9      | 10     | 18     | 7      | 8      | 10     | 118    | 10ª               |
| Joel Rodríguez                 | Laser  | 21     | 4      | 23     | 13     | 9      | 25     | 9      | 10     | 27     | 21     | —      | —      | EL     | 135    | 16ª               |
| Joan Cardona                   | Finn   | 3      | 3      | 5      | 3      | 2      | 3      | 13     | 7      | 8      | 5      | —      | —      | 6      | 51     | Medalha de bronze |
| Nicolás Rodríguez Jordi Xammar | 470    | 10     | 1      | 10     | 6      | 14     | 1      | 3      | 2      | 5      | 7      | —      | —      | 10     | 55     | Medalha de bronze |
| Diego Botín Iago López         | 49er   | 5      | 1      | 2      | 5      | 4      | 10     | 15     | 2      | 5      | 4      | 12     | 6      | 7      | 70     | 4ª                |

Feminino
| Atleta                         | Evento       | Regata | Regata | Regata | Regata | Regata | Regata | Regata | Regata | Regata | Regata | Regata | Regata | Regata | Pontos | Posição |
| Atleta                         | Evento       | 1      | 2      | 3      | 4      | 5      | 6      | 7      | 8      | 9      | 10     | 11     | 12     | M*     | Pontos | Posição |
| ------------------------------ | ------------ | ------ | ------ | ------ | ------ | ------ | ------ | ------ | ------ | ------ | ------ | ------ | ------ | ------ | ------ | ------- |
| Blanca Manchón                 | RS:X         | 7      | 7      | 12     | 14     | 13     | 16     | 14     | 9      | 14     | 14     | 10     | 10     | EL     | 124    | 11ª     |
| Cristina Pujol                 | Laser Radial | 1      | 23     | 23     | 28     | 24     | 26     | 30     | 33     | 20     | 4      | —      | —      | EL     | 179    | 23ª     |
| Patricia Cantero Silvia Mas    | 470          | 11     | 13     | 3      | 6      | 14     | 15     | 8      | 17     | 1      | 10     | —      | —      | EL     | 81     | 11ª     |
| Paula Barceló Tamara Echegoyen | 49erFX       | 2      | 10     | 22     | 2      | 3      | 3      | 13     | 4      | 5      | 19     | 12     | 4      | 12     | 89     | 4ª      |

Misto
| Atleta                       | Evento   | Regata | Regata | Regata | Regata | Regata | Regata | Regata | Regata | Regata | Regata | Regata | Regata | Regata | Pontos perdidos | Posição final |
| Atleta                       | Evento   | 1      | 2      | 3      | 4      | 5      | 6      | 7      | 8      | 9      | 10     | 11     | 12     | M*     | Pontos perdidos | Posição final |
| ---------------------------- | -------- | ------ | ------ | ------ | ------ | ------ | ------ | ------ | ------ | ------ | ------ | ------ | ------ | ------ | --------------- | ------------- |
| Florián Trittel Tara Pacheco | Nacra 17 | 4      | 6      | 6      | 10     | 6      | 3      | 7      | 1      | 7      | 9      | 13     | 3      | 14     | 76              | 6ª            |

M = Regata da medalha; EL = Eliminado – não avançou à regata da medalha

## Voleibol de praia
A dupla feminina de voleibol de praia da Espanha conseguiu qualificação para os Jogos após avançar à final do Torneio Mundial de Qualificação Olímpica de 2019 em Haiyang, China; Enquanto isso, a dupla masculina garantiu uma vaga direta para o torneio por ficar entre as 15 melhores duplas no Ranking Olímpico da FIVB em 13 de junho de 2021.
| Atleta                           | Evento    | Fase preliminar | Fase preliminar | Repescagem                                     | Oitavas-de-final                                    | Quartas-de-final     | Semifinais           | Final / BM           | Final / BM  |
| Atleta                           | Evento    | Adversário / Resultado | Posição         | Adversário Resultado                           | Adversário Resultado                                | Opposition Resultado | Adversário Resultado | Adversário Resultado | Posição     |
| -------------------------------- | --------- | --- | --------------- | ---------------------------------------------- | --------------------------------------------------- | -------------------- | -------------------- | -------------------- | ----------- |
| Adrián Gavira Pablo Herrera      | Masculino | ROC Semenov – Leshukov D 0-2 (19-21, 20-22) NOR Mol – Sørum D 0-2 (17-21, 22-24) AUS McHugh – Schumann V 2-0 (21-16, 21-16)       | 3 q             | POL Kantor – Łosiak V 2-1 (31-29, 19-21, 15-7) | ROC Krasilnikov – Stoyanovskiy D 0-2 (20-22, 17-21) | Não avançou          | Não avançou          | Não avançou          | Não avançou |
| Elsa Baquerizo Liliana Fernández | Feminino  | NED Keizer – Meppelink V 2-1 (19-21, 21-18, 16-14) USA Klineman – Ross D 0-2 (13-21, 16-21) CHN Xue – Wang X D 0-2 (13-21, 10-21) | 3 q             | JPN Ishii – Murakami V 2-0 (21-15, 21-10)      | CAN Pavan – Humana-Paredes D 0-2 (13-21, 13-21)     | Não avançou          | Não avançou          | Não avançou          | Não avançou |